# Tucetona angusticosta
Tucetona angusticosta is een tweekleppigensoort uit de familie van de Glycymerididae. De wetenschappelijke naam van de soort is voor het eerst geldig gepubliceerd in 1990 door Lamprell & Whitehead.